# Saverio Bettinelli
Saverio Bettinelli (Mantua, Lombardía, 18 de julio de 1718 - íd., 13 de septiembre de 1808), jesuita, crítico literario y escritor italiano.

## Biografía
Enseñó bellas letras en Brescia y Venecia, dirigió el seminario de nobles de Parma y desde 1758 viajó por Italia, Alemania y Francia, visitando a su admirado Voltaire, a quien había tomado por modelo, y a Rousseau, con los que mantuvo además correspondencia. Como buen y volteriano ilustrado, Bettinelli se mostró muy liberal y partidario de la tolerancia. Con motivo de la disolución de la Compañía de Jesús en 1773, abandonó el colegio de Módena donde daba clases y se retiró, ya al final de su vida, a su Mantua natal, imprimiendo una colección completa de sus propias Obras (Venecia, 1799-1801, 24 volúmenes).
Su fama proviene de sus trabajos como crítico literario; no solo se mostró lleno de humor y retórica antiacadémica, sino un típico representante de la Ilustración. En 1757 escribió las Lettere Virgiliane o "Cartas virgilianas", en que, aparte de proponer el puro clasicismo como canon o criterio del "buen gusto" en literatura y arte, realiza una dura crítica de la Edad Media y de la famosa Divina Comedia de Dante Alighieri, muy ajena del principio rector de su estética, que reitera en 1766 en sus Lettere inglese o "Cartas inglesas" (1767) como principio de una literatura moderna y relajada. En su Dell'entusiasmo delle belle arti (1769), sin embargo, ensalza el valor del "entusiasmo" como fundamento de la inspiración y la imaginación en la técnica literaria, proponiendo una tendencia que se ha considerado prerromántica.
Bettinelli fue también un poeta de inspiración anticuada en Versi sciolti ("Versos sueltos"), 1758; se inspira en Carlo Innocenzo Frugoni. Como dramaturgo compuso algunas tragedias como Gionata ("Jonathan"), 1774; Demetrio Poliorcete ("Demetrio Poliorcetes", 1758) y Serse ("Jerjes", 1764), clasificables dentro del teatro jesuita. Como historiador, destaca su Risorgimento d’Italia negli studi, nelle arti e nei costumi dopo il Mille che risale al 1775, donde aparece por vez primera la denominación Risorgimento. Se le debe también un curso de moral religiosa contenido en el título Discursos filosóficos, unos Diálogos sobre el amor y las ya citadas Cartas de Virgilio. 

## Obras

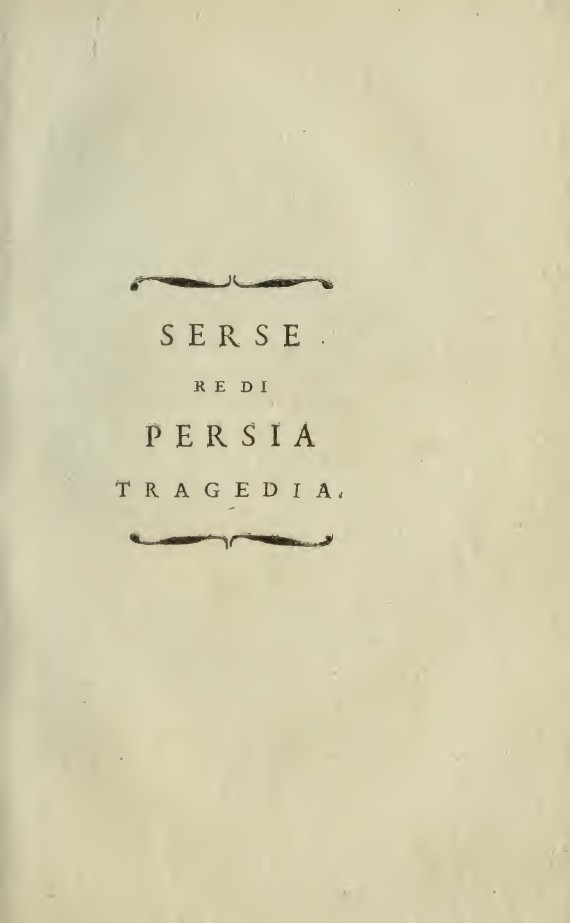
Serse re di Persia, 1800

- Dieci Lettere di Publio Virgilio Marone scritte dagli Elisi all'Arcadia di Roma sopra gli abusi introdotti nella poesia italiana, Venezia: Fenzo, 1758
- Dodici Lettere Inglesi sopra varii argomenti e sopra la letteratura italiana, Venezia: Pasquali, 1766
- Opere edite e inedite in prosa e in versi dell'abate Saverio Bettinelli, Venezia: Presso Adolfo Cesare, 1799-1801, 24 vols.
- Del Risorgimento d'Italia negli studj, nelle arti, e ne' costumi dopo il mille dell'abate Saverio Bettinelli, Venezia: Remondini, 1786
- Delle lettere e delle arti mantovane, Mantova: Pannozzi, 1774
- Serse re di Persia, 1800